# Ричардс, Айвор Армстронг
Айвор Армстронг Ричардс (англ. Ivor Armstrong (I. A.) Richards; 26 февраля 1893, Сандбач, Чешир Англия — 7 сентября 1979, Кембридж) — британо-английский и американский литературный критик, поэт и педагог. Эмерит-профессор Гарварда. Один из основателей школы «Новой критики», а также с Чарльзом Огденом сосоздатель Бейсик-инглиша.
Родился в городе Сандбач графства Чешир. Учился в кембриджском Магдален-колледже, а в 1922—1929 годах преподавал там же английский язык и этику. В 1929—1930 годах приглашённый профессор в Университете Цинхуа в Китае.
В 1930-х годах принимал участие в разработке Бейсик-инглиша, международного искусственного языка на основе английского.
С 1939 года профессор английского языка Гарвардского университета, с 1963 года — эмерит-профессор.
Почётный доктор Кембриджского университета (1977).